# Carpinus faginea
Carpinus faginea là một loài thực vật có hoa trong họ Betulaceae. Loài này được Lindl. mô tả khoa học đầu tiên năm 1830.